# ズミイヌイ島
ズミイヌイ島、ズミーニー島（ズミイヌイとう、ウクライナ語: острів Зміїний; ズミーイヌィー島、ルーマニア語: insula Șerpilor; シェルピロール島）は、黒海の北西部、ウクライナ・ルーマニア国境付近の沖合にある島あるいは岩。現在はウクライナに属する。黒海沿岸各地に植民都市を建設した古代ギリシア時代から、アキレウス伝説の聖地としてヨーロッパ世界に知られていた。ソビエト連邦の崩壊以降、黒海上の境界画定をめぐるウクライナ・ルーマニア両国の係争の種となったことでも有名である。
日本語では、ロシア語に近い読み方としてズメイヌイ島と表記されることがある。また、英語での名称からスネーク島やサーパント島、さらに意訳として蛇島などとも表記される。

## 地理

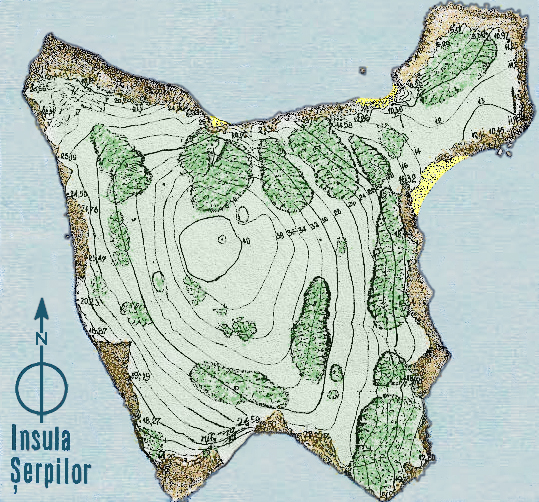
島の地図（1922年）

面積0.17km2、周長1,973mの小さな島で、ルーマニアの世界遺産ドナウ・デルタから東に約37km沖合の黒海に浮かぶ孤島である。行政上、ウクライナのオデッサ州イズマイール地区に属している。
黒海の島々の中でも、海底の構造的な上昇の結果として隆起した特殊な島である。低平な地形で、最高点は41mである。地質的には縞状砂岩や石英礫岩、粘土岩などの層からなり、対岸に位置するルーマニアの北ドブロジャ地方と連続性を持つ。岩石はクラック・亀裂、洞穴、地層の変位などデボン紀以降に活発化した地殻変動の痕跡に富み、険しくも美しい独特の景観を生み出している。
島の白みがかった岩壁の様子から、古代ギリシア人はこの島をレウケ島（Λευκή;「白い島」）と呼んでいる。今日の「蛇の島」という名は、ジェノヴァが黒海を支配していた14世紀に、ジェノヴァの船乗りが島のため池で多くの爬虫類を見つけたことに由来するとされる。
強風と乾燥した土壌などのために植生は乏しく木本類は存在しないが、57種の植物が確認されている。動物相で重要なのは220種以上の渡り鳥で、うち18種はウクライナのレッドデータブックに記載されている。節足動物は160種が生息し、うち3種がレッドデータブック記載である。このほか、ネズミとコウモリを含む哺乳類、爬虫類、両生類なども棲息する。
島には淡水がなく、そのこともあって近年まで無人島であったが、1980年代以降の海底探査によって海底資源が見つかったこともあり、地政的重要性が高まった。ルーマニア政府によると、今世紀に入って見つかった海底ガス田の埋蔵量は国内消費の20年分に相当するという。
2013年時点で灯台の管理者や水路学者・魚類学者・地質学者などの学者、国境警備隊、およびその家族など約80人が暮らしている。2007年、ウクライナ最高議会は、この集落にビレ（Біле;「白い」）という名前を与える決定を下した。
島は狭窄部でつながれた2つの部分からなっているが、2009年以降、島の沿岸整備とインフラ建設に対する国の予算投下が滞っていることもあり、その狭窄部が急速に崩落しつつある。加えて島の沿岸も浸食が激しく、近年島の面積は3ヘクタール減少した。これを受けて2012年には、オデッサ州議会が島のインフラ整備を政府に求める決議を提出している。

## 歴史

### 古代～中世
島は古代ギリシアの時代から、英雄アキレウスの伝説と結びついて知られていた。伝説によれば、母親のテティスが死後のアキレウスをトロイの葬儀場から持ち出し、この島へ運んだとされている。古代ギリシア人が黒海北岸への植民市の建設を始めたのは紀元前7世紀頃であり、その過程で世界の果てにあるこの島が聖地としての性格を帯びることとなったのである。初め島はオルビアポリスに属していたが、紀元1世紀末には古代ローマの属州モエシアの支配下に入った。
島に関しては、オウィディウス、プトレマイオス、ストラボン、プリニウスらが言及しており、島に関する最も詳細な記録は、2世紀の政治家・著述家アッリアノスの『黒海周航記』による。書中では、息子アキレス（アキレウス）が移り住むためにテティスが島を創ったとする伝承を記すとともに、島が無人島であること、古い木像とオラクルを備えたアキレスの祠があることが書き残されている。ピロストラトスは、アキレウスとヘレネーが夜ごとに食事をし愛を歌い交わすので、船員は島に出入りできるが何も建設せず夜を過ごしたりもしない、と記している。またパウサニアスは、戦争の負傷兵が治癒のために島を訪れていたことを記している。
このような文献や島に残された碑文からは、アキレスは死後の神としてだけでなく、治療者、船乗りの守護神、ポリスやその境界の守り神、賢者としても信仰されていたことが分かる。近代の調査の結果からは、アキレスの祠の大理石の壁や碑文、落書き、奉納品、装飾品、碇、陶器などが見つかっており、同時に見つかった紀元前5世紀以来の様々な時代・地域の硬貨から、アキレス伝説の人気をうかがい知ることができる。アキレスの祠を含む聖殿は長方形で非常に大きく、テッサリアとトラキアの建築様式に類似していた。
中世の文献に名前が初めて現れるのは、13世紀のことである。ピエトロ・ヴェスコンテの地図にFidonisi（ギリシア語で「蛇の島」）の名で記載がある。15世紀以降、島はオスマン帝国に属し、トルコ語ではIlan Ada（蛇の島）の名で呼ばれた。

### 近世～第一次世界大戦

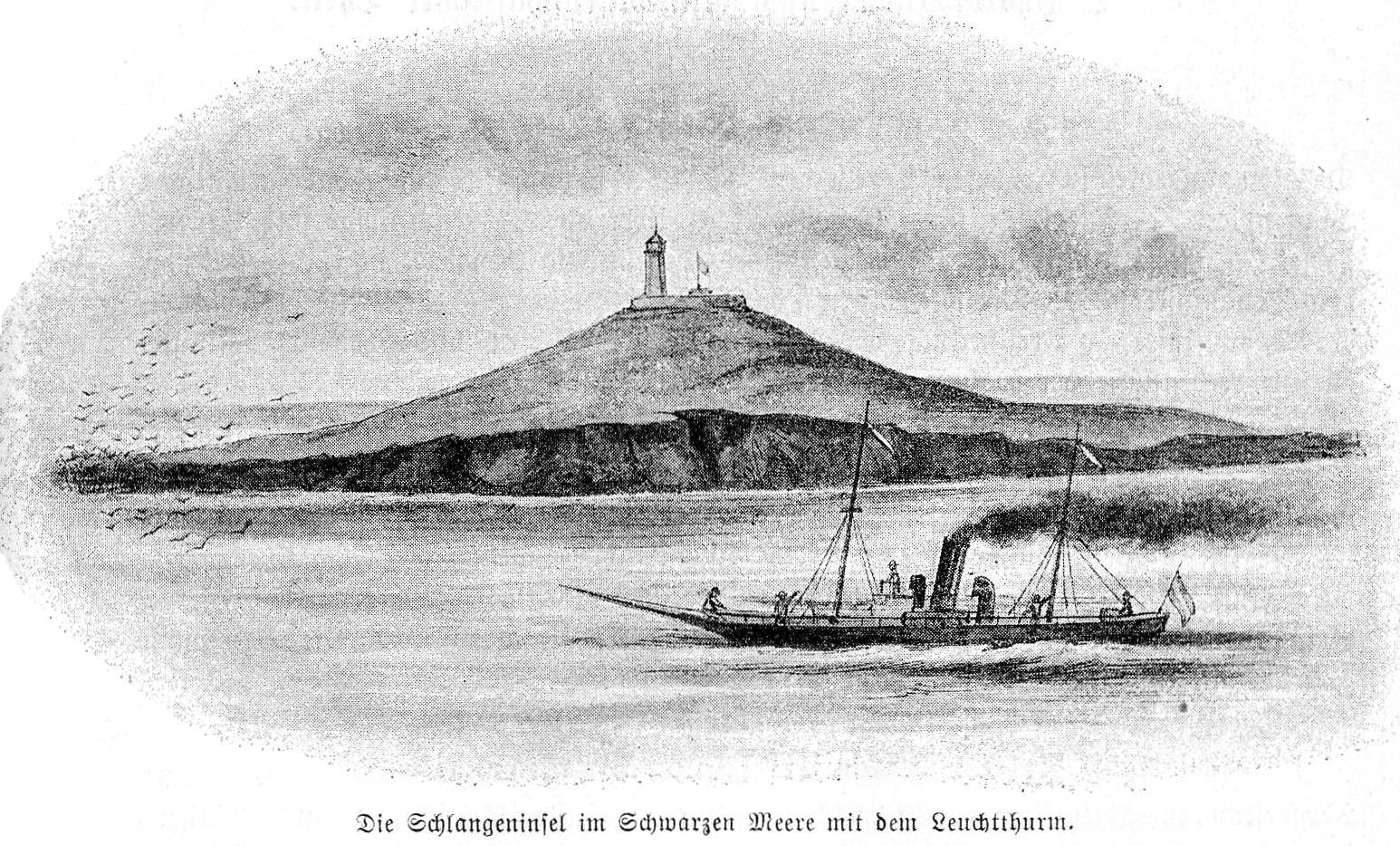
ズミイヌイ島（1896年）

第6次露土戦争中の1778年には、ズミイヌイ島沖でフィドニシの戦いが繰り広げられた。1829年のアドリアノープル条約によって島はロシア帝国に帰属したが、1856年のパリ条約によって再びオスマン帝国の下に戻った。クリミア戦争中には、島はフランス、イギリス、オスマン帝国の連合艦隊がクリミア半島に上陸する前の集合地点となった。
島の考古学的調査は18世紀末～19世紀初め頃に開始された。最も重要なのはアキレスの祠の遺跡とされる建物の調査で、1823年、海軍中将クリツキーがサンクトペテルブルク科学アカデミーに代わって調査を行った。以来19世紀から今日まで何回かの調査が行われている。同じころ、黒海艦隊の運営に関連して黒海沿岸における灯台ネットワークの開発計画が進み、1843年にズミイヌイ島灯台が設立された。灯台建設においては、その遺構のレンガが建材として使われることとなった。
国際条約の条文においてその帰属が初めて明記されるのは、当時のヨーロッパ列強が締結した1878年のベルリン条約においてである。ここでは島がルーマニアに帰属することが確認され、オスマン帝国からの独立性が示された。第一次世界大戦中、イギリスの砲撃によって島の灯台が砲撃され、1922年にルーマニア人の手によって再建された。

### 第二次世界大戦～戦後

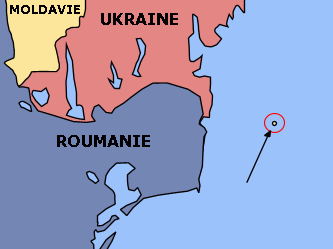
島の位置関係

第二次世界大戦において、ルーマニアは枢軸国側で独ソ戦に参戦したものの赤軍（ソビエト連邦軍）に押し戻され、連合国に寝返った。それからわずか数日後の1944年8月に赤軍陸軍部隊が島を占領した。1947年に人民共和国となったルーマニアと連合国の間で締結されたパリ平和条約では、ズミイヌイ島についての言及はなかった。この条約で定義されたソ連・ルーマニア国境は島より北側にあり、ルーマニアの領土として残っていたが、島は1948年まで事実上ソ連の占領下に留まっていた。1948年2月4日、ルーマニアの首相ペテル・グローザがモスクワを訪問した際、ルーマニアがソ連に譲渡することに同意し、当時ソ連の外相であったヴャチェスラフ・モロトフと「ルーマニア・ソビエト連邦間の国家：国境線の経路を規定する議定書」に署名を行なっている。
同年5月23日、ソ連外交官のニコライ・シュトフとエドゥアルド・メチェンセク外務次官が島に渡り、主権譲渡を規定する議定書への署名を行った。ソ連政府にとって当時島を手に入れることは、ドナウ川河口の航行権の掌握という戦略的な意味合いしか持たなかったが、1980年代以降、島の周辺に石油・天然ガスの埋蔵が発見されたことで領海と経済圏の境界を巡ってソ連とルーマニアの間で外交紛争が発生する事態へ至った。ルーマニアとソ連は1967年から1987年にかけて海洋国境の画定交渉を行ったものの、合意には至らなかった。
1991年のソ連崩壊に伴って、ズミイヌイ島はウクライナ領となる。この時、ウクライナ政府は黒海大陸棚の境界に対するソ連政府の立場も継承している。一方ルーマニアでは、ソ連の崩壊に伴って大ルーマニア主義が勃興し、ソ連に奪われた南ベッサラビア（島のユーラシア大陸側対岸）などの返還を求める民族運動が高揚を見せた。

### 黒海海洋境界画定事件

ルーマニア（赤）・ウクライナ（青）が主張した海洋境界線とICJにより画定された海洋境界線（紫）

ルーマニア・ウクライナ両国は、1997年に善隣協力条約を結んだ。ズミイヌイ島を含めた陸上の国境については、ソ連時代の国境を承認することでルーマニア側が妥協した。またウクライナ側も、積極的な武力を配備しないこと、さらに島を「無人」と見なすことに合意した。これは、国連海洋法条約の下では、ウクライナが島の周りの排他的経済水域（EEZ）を要求できないことを意味する。
両国はその後速やかに海洋境界の画定交渉を開始したが、2004年まで34回もの交渉にもかかわらず合意に至らず、ルーマニアは2004年9月16日に国際司法裁判所（ICJ）に訴訟を提起した。これは、2003年に結ばれた国境レジームに関する条約を条件に、境界確定の問題をICJによる解決に委ねるとする事前の両国の取り決めに基づくものであった。
裁判をめぐっては、ズミイヌイ島の法的地位が焦点となった。ルーマニアは、この島は国連海洋法条約上の「岩」であり、3海里の領海を形成するに過ぎないと主張し、一方でウクライナは、人間生活や経済活動の可能な「島」であると主張し、周辺の排他的経済水域や大陸棚がウクライナに帰属するとの立場をとった。この間ウクライナは、島にヘリコプターで水を輸送し、本土と島の間に定期船を運航し、さらに郵便局や銀行支店、ホテルを建設するなどして、島の居住可能性を主張した。
2009年の判決では、まず両国間のEEZおよび大陸棚の境界を規定する有効な合意がこれまで存在しないことを確認したうえで、EEZと大陸棚に関わる権利を生み出す「海岸線」の長さにズミイヌイ島は含まれないと結論付け、これをもとにした等距離線に従って境界を画定した。すなわち裁判所は、この島が島であるか岩であるかという国際海洋法条約上の解釈には踏み込まず、実質的にはルーマニアの主張通り同島を岩と扱うことで事件を解決した。
結果としてルーマニアは、350億ドル相当の海底資源が眠る海域を手に入れることとなった。近年の海底探査では、その5～6倍の資産価値が見込まれるともルーマニア外交官のダン・アウレスクが述べている。

### ロシア軍の侵攻
2022年2月24日から始まったロシアによるウクライナへの侵攻では、侵攻からおよそ18時間経過したところで、ロシア海軍により上陸、占領された。ウクライナ側は当初、防衛に当たった13人全員が死亡したと発表したが、後にロシア軍による二度の攻撃を退けたものの最終的に弾薬不足により投降を余儀なくされたと訂正した。
その後、ロシア軍は島に守備隊や地対空ミサイルを配備して警戒に当たっていたが、5月以降、ウクライナ軍の保有するTB-2バイラクタルから攻撃を受け、損害が続出。
地対空ミサイル車両が撃破された後は、遂にウクライナ空軍機による低空爆撃が敢行され、島の施設に甚大な損害が発生した他、同島の補給線の維持を試みたロシア軍ヘリの撃墜や、哨戒艇隊が更なる攻撃を受けた事により島の連絡船は寸断状態にあり、ロシア軍守備隊は2月24日のウクライナ軍部隊と同様に全滅、または降伏の瀬戸際に立たされた。
その後、ロシア軍は新たに地対空ミサイル車両や兵員等を送り込み、ウクライナ側の攻撃も停止した事もあって同地の確保を続けたが、6月中旬以降、再びウクライナ軍の攻撃が激化し、ロシア軍の損害は増加の一途を辿った。
6月30日、ロシア側は「妨害していないことを国際社会に示す」「善意によって駐留軍を撤退させた」と発表し、残存兵力を島から撤退させた。